# Microchirus variegatus
Espèce
La sole-perdix commune ou sole-perdrix panachée (Microchirus variegatus) est une espèce de poissons plats marins appartenant à la famille des Soleidae, à la teinte orangée et à rayures sombres.